# Saint-Jean-d'Ardières
Saint-Jean-d'Ardières fue una comuna francesa situada en el departamento de Ródano, de la región de Auvernia-Ródano-Alpes, que el 1 de enero de 2019 pasó a ser una comuna delegada de la comuna nueva de Belleville-en-Beaujolais.

## Geografía
Está ubicada en orillas del río Ardières, afluente del río Saona, a 45 km al norte de Lyon.

## Historia
El 1 de enero de 2019 pasó a ser una comuna delegada de la comuna nueva de Belleville-en-Beaujolais al fusionarse con la comuna vecina de Belleville.

## Demografía
| 1 262 | 1 332 | 1 569 | 1 993 | 2 189 | 2 275 | 2 975 | 3 908 | 4 514 |
| Para los censos de 1962 a 1999 la población legal corresponde a la población sin duplicidades (Fuente: INSEE [Consultar]) |       |       |       |       |       |       |       |       |